# Paso Pircas Negras
Pour les articles homonymes, voir Paso.
Le Paso Pircas Negras est un col frontalier situé dans la cordillère des Andes à 4 165 mètres d'altitude, reliant la région d'Atacama au Chili à la province de La Rioja en Argentine.

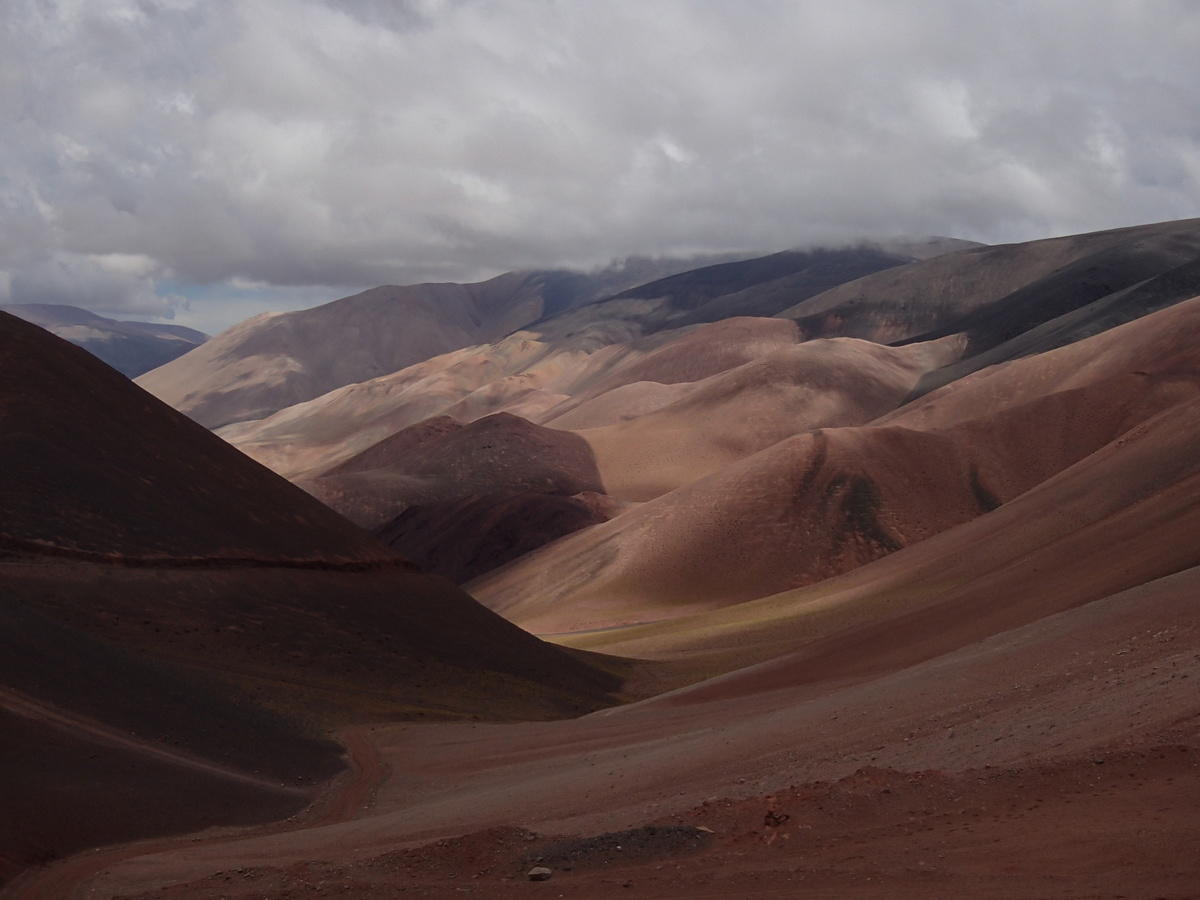
Côté argentin.
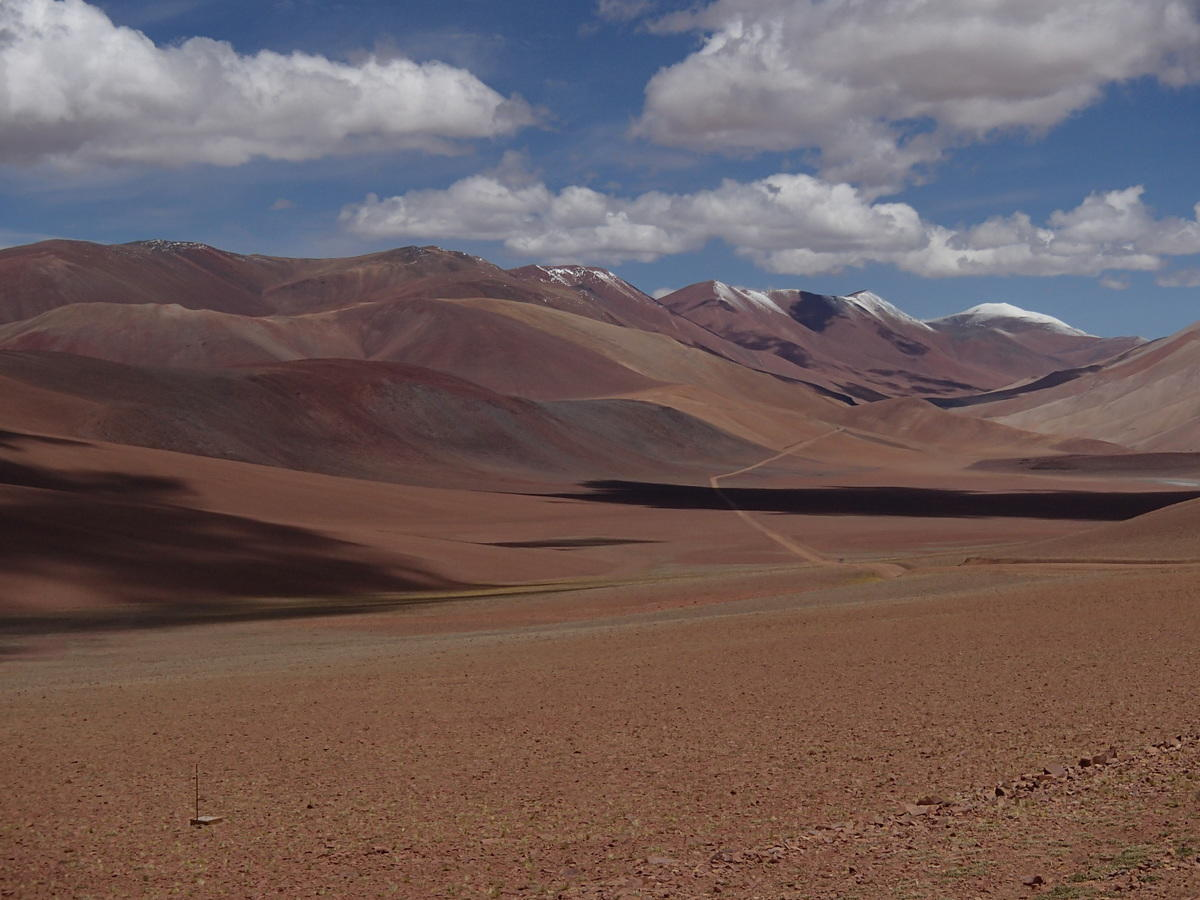
Côté chilien.
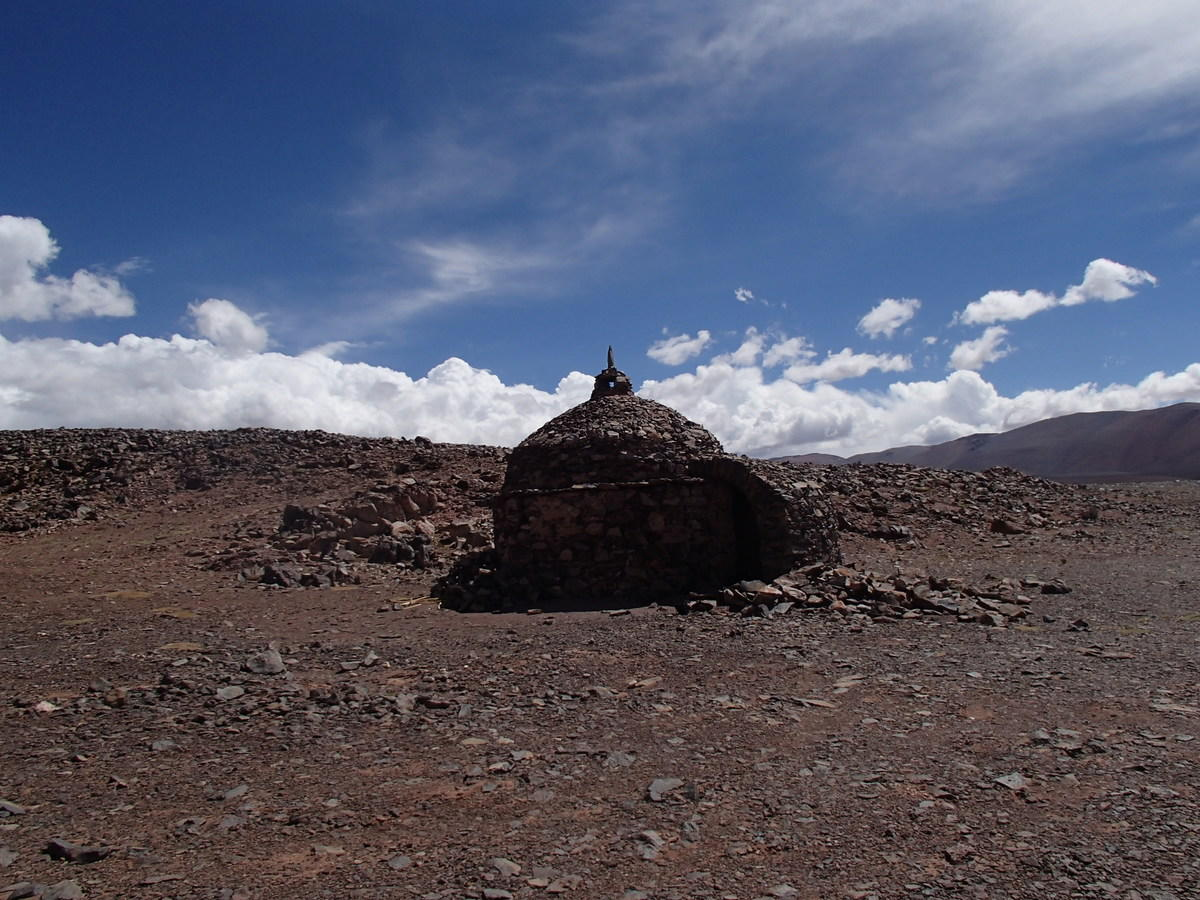
Le refuge El Zajón, côté argentin.